# Storie del faraone Cheope e dei maghi
Storie del faraone Cheope e dei maghi è una antologia di racconti appartenente alla letteratura egizia antica. L'antologia è anche conosciuta con il nome I racconti del papiro Westcar. 
Il genere è il racconto fantastico a sfondo soprannaturale, che utilizza lo stesso espediente per srotolare i vari racconti e legarli assieme, già visto ne Le mille e una notte, ossia lo stato di noia del faraone che esige dai suoi figli qualche storiella indicata come passatempo.
L'opera ci è arrivata incompleta.

## Storia
L'opera appartiene al Medio Regno, anche se il papiro Westcar che l'ha diffusa fu scritto intorno alla XVI dinastia egizia.
I racconti vengono presentati, tra gli altri, dal successore di Cheope, Kheper e dal noto principe reale autore di storie a sfondo morale, Hergedef.
All'interno contengono alcuni riferimenti storici interessanti, come quello formulato dal mago Gedi, sull'avvento della V dinastia egizia, e sull'uso da parte dei re della dinastia in questione, di usare l'epiteto di "figlio di Ra".

## Trama
Sul papiro arrivato ai nostri giorni, i racconti iniziano con la manifestazione di soddisfacimento di Cheope, per il racconto appena narrato, a noi sconosciuto, che deve però essere molto antico, visto che risale ai tempi della III dinastia egizia.
I racconti elencano anche quali erano i prodotti regalati per omaggiare gli intrattenitori e gli interlocutori, in questo caso praticanti di magia, ricompensati con un quantitativo di pani, un certo numero di brocche di birre, un animale quale il bue e varie misure di incenso.
Il principe Kheper è stato il primo a narrare il suo racconto, risalente alla III dinastia egizia, che tra i protagonisti vede il liturgista Ubainer e un borghese non meglio identificato. Il liturgista, in un primo tempo tenta di eliminare il borghese con un incantesimo sfruttante un coccodrillo di cera, a causa della stretta amicizia intessuta tra la moglie del liturgista ed il borghese. Quest'ultimo, inizialmente sembra resistere all'incantesimo ma poi è costretto a soccombere, come pure la moglie di Ubainer accusata di adulterio e quindi scorticata secondo le leggi del tempo; nel suo caso le ceneri vengono gettate nel fiume.
IL secondo racconto è narrato dal principe Bauefra che introduce una magia prodigiosa eseguita dal liturgista Giagia-em-anekh. 
Il re Snefru è annoiato e il sacerdote decide di rallegrarlo organizzando una vogata di donne attraenti e vergini. A causa di un infortunio, però, le ragazze smettono di remare e soltanto grazie al liturgista mago, ed al suo straordinario ribaltamento di una metà del lago sull'altra, per consentire il recupero di un talismano perduto durante la vogata da una delle rematrici, lo spettacolo può continuare.
La terza parte dell'antologia è narrata dal principe Herdegef, e riguarda un borghese di nome Djedi, e di professione mago, che viene presentato come un uomo di centodieci anni che si nutre di cinquecento pani e mezzo bue e che beve cento boccali di birra. Oltre a questo è in grado di ricomporre una testa mozzata, di domare alla perfezione i leoni, e di enunciare il numero esatto di libri presenti nella biblioteca all'interno del tempio di Thot.
Finalmente viene il giorno dell'incontro tra il mago ed il faraone, che immediatamente intende metterlo alla prova. Il mago si mostra sensibile sia alla vita umana sia alle leggi religiose e quindi afferma di non occuparsi tanto delle teste umane quanto piuttosto di quelle animali, e si dimostra capace per davvero, riuscendo con successo nelle prove eseguite con l'oca, il pellicano, il toro.
Per quanto riguarda i libri del tempio, Gedi afferma, correggendo parzialmente la sua fama, di essere capace di riconoscere l'ubicazione dei libri e non il quantitativo esatto. 
Ma l'esibizione più significativa del mago è la sua profezia sulla nascita di una nuova dinastia, frutto del parto della moglie di un sacerdote del Sole, dal nome di Redgedet, ed il suo primogenito sarà, secondo la profezia, il primo gran sacerdote di Eliopoli. 
Il faraone è intenzionato a visitare la partoriente regale, però le secche del canale glielo impedirebbero e quindi spetta al mago riempire il canale per consentire il viaggio; persino Iside e una folta schiera di divinità si recano a omaggiare il nuovo reale.
La parte finale del racconto descrive alcune abitudini e usi dell'epoca, come il rito purificatorio eseguito dalla partoriente, lungo quattordici giorni, e si conclude con la morte accidentale di una serva di Redgedet, che però aveva l'intenzione di denunciare la sua padrona a causa di maltrattamenti.
In base alle ricostruzioni degli storici egittologi, la parte mancante avrebbe dovuto descrivere i viaggi di Cheope e soprattutto i suoi progetti atti a boicottare i tre bambini di Redgedet che minacciavano la sua "vecchia" dinastia.